# Gårdsåkra
Gårdsåkra – osiedle mieszkaniowe w zachodniej części szwedzkiego Eslöv.
Osiedle zostało zaprojektowane przez Petera Broberga i zrealizowane w latach 1980-1982, jako nowatorskie założenie. Nawiązuje do urbanistyki dawnych wsi i miasteczek, w których większość zabudowy mieszkalnej i usługowej zlokalizowana była przy jednej ulicy, co powodowało powstawanie silnych więzi społecznych, a współcześnie eliminuje konieczność stosowania ruchu samochodowego. W Gårdsåkra wszystkie wejścia do budynków mieszkalnych, szkół, urzędów, sklepów, punktów usługowych i biur prowadzą z jednej centralnej ulicy, przykrytej szklanym dachem, co umożliwia spacerowanie i długie pozostawanie w przestrzeni wspólnej przez cały rok. Budynki są niewysokie, a odległości nieduże, co zapewniać ma ludzką skalę rozwiązania, nastawioną na odbiór zmysłowy. Na tyłach budynków mieszczą się prywatne ogródki. Samochody pozostawiane są na zewnętrznych parkingach, gdyż nie ma możliwości użytkowania ich wewnątrz założenia.